# Slučaj Paradine
Slučaj Paradine (eng. The Paradine Case) je američka drama iz 1947. godine, koju je režirao Alfred Hitchcock, dok se za produkciju filma pobrinuo David O. Selznick. Scenarij filma, koji je rađen po romanu Roberta S. Hichensa, a koji su napisali David O. Selznick i Ben Hecht, je još dodatno bio prilagođavan za filmsko platno od strane Alme Reville i Jamesa Bridiea.
U filmu glavne uloge tumače: Gregory Peck, Ann Todd, Joan Tetzel, Alida Valli, Charles Laughton, Louis Jourdan, Charles Coburn i Ethel Barrymore.

## Radnja
Anna Paradine (Alida Valli) je optužena za trovanje svoga starijeg supruga. Nedugo nakon podizanja optužbe, ona unajmljuje odvjetnika po imenu Anthony Keane (Gregory Peck). Potom, usprkos činjenici da je oženjen, Keane se počinje zaljubljivati u svoju klijenticu, što nadalje dovodi do tenzija između njega i njegove supruge Gay (Ann Todd), koja je unutar sebe rastrgana sljedećim mislima: Smještanje Anne Paradine u zatvor bi joj moglo vratiti supruga, no kakav će time dojam ostaviti? 
U međuvremenu, sam Keane počinje sumnjati kako je stvarni ubojica zapravo Paradinov misteriozni sluga, Andre Latour (Louis Jourdan); ili ga on možda pak tek vidi kao odgovarajuće žrtveno janje? 

## Glavne uloge
- Gregory Peck kao Anthony Keane, odvjetnik obrane
- Ann Todd kao Gay Keane
- Charles Laughton kao sudac Lord Thomas Horfield
- Ethel Barrymore kao Lady Sophie Horfield
- Louis Jourdan kao Andre Latour
- Alida Valli kao gđa. Maddalena Anna Paradine
- Joan Tetzel kao Judy Flaquer
- Leo G. Carroll kao Sir Joseph, javni tužitelj
- Isobel Elsom kao gostioničar

## Produkcija
Ovaj film se smatra jednim od lošijih Hitchcockovih uradaka. Sugerirano je da je Hitchcock, u trenutku snimanja filma (posljednjeg u nizu filmova u kojima je ugovorom bio vezan surađivati sa Selznickom) bio umoran od suradnje sa Selznickom. Hitchcock je za film rekao da je to, "...ljubavna priča ugrađena u emotivni živi pijesak suđenja za ubojstvo."
Za tumačenje uloge odvjetnika Keanea i Anne Paradine, Hitchcock je zapravo želio angažirati Laurenca Oliviera (za ulogu Keana) i Ingrid Bergman ili Gretu Garbo (Anna Paradine). Unatoč lošim kritikama samog filma, većina kritičara je primijetila sjajne izvedbe Anne Todd i Joan Tetzel.

## Nagrade
Film je bio nominiran za Oscara u kategoriji najbolje sporedne glumice (Ethel Barrymore).

## Druge Zanimljivosti
Hitchcockov cameo: Hitchock gotovo svaki svoj film potpisuje svojom cameo ulogom. U ovom filmu on se pojavljuje u 39. minuti filma, kada ga se nakratko može vidjeti kako s čelom kojeg nosi sa sobom ulazi u vlak na postaji Cumberland.

## Vanjske poveznice
- Slučaj Paradine u internetskoj bazi filmova IMDb-a